# كارين بيرسي
كارين بيرسي هي متزحلقة كندية، ولدت في 10 أكتوبر 1966 في إدمونتون في كندا.

## وصلات خارجية
- كارين بيرسي على موقع الاتحاد الدولي للتزلج (التزلج على المنحدرات الثلجية) (الإنجليزية)
- كارين بيرسي على موقع أوليمبيديا (الإنجليزية)
- كارين بيرسي على موقع اللجنة الأولمبية الكندية (الإنجليزية)
- كارين بيرسي على موقع قاعة كندا للمشاهير الرياضية (الإنجليزية)